# Палеостани
Палеостани или Пальостани (на гръцки: Παλαιόστανη, Παλαιόστανη, Παλαιοστάνη) е село в Егейска Македония, Гърция, дем Пидна-Колиндрос в административна област Централна Македония.

## География
Селото е разположено на 340 m надморска височина в северната част на Пиерийската равнина северозападно от Катерини и южно от Колиндрос.

## История
В края на XIX век Палеостани е гръцко село в Катеринската каза на Османската империя. Александър Синве („Les Grecs de l’Empire Ottoman. Etude Statistique et Ethnographique“) в 1878 година пише, че в Палеонестени (Paléonesteni), Китроска епархия, живеят 240 гърци.
В църквата „Света Параскева“ работи зографът от Кулакийската школа Митакос Хадзистаматис, който изписва иконата на Свети Николай (1863), както вероятно и царските двери (1865), от които е запазена само дясната вратичка.
В 1913 година след Междусъюзническата война селото остава в Гърция. В 20-те години в селото са заселени гърци бежанци. В 1928 година са регистрирани 200 души, от които 109 бежанци.
Населението традиционно произвежда житни култури и се занимава и с краварство.
| Име        | Име         | Ново име | Ново име | Описание                             |
| ---------- | ----------- | -------- | -------- | ------------------------------------ |
| Цам Лимери | Τσάμ Δημέρι | Рахи     | Ράχη     | възвишение на СЗ от Кастания (282 m) |

| Година    | 1913 | 1920 | 1928 | 1940 | 1951 | 1961 | 1971 | 1981 | 1991 | 2001 | 2011 | 2021 |
| --------- | ---- | ---- | ---- | ---- | ---- | ---- | ---- | ---- | ---- | ---- | ---- | ---- |
| Население | 252  | 421  | 200  | 591  | 547  | 682  | 709  | 663  | 612  | 546  | 444  | 292  |